# 食人煉獄
《食人煉獄》（英語：The Green Inferno）是一部美國2015年恐怖片，由艾利·羅斯執導、監製並與吉勒摩·阿莫埃多共同編劇。電影的靈感來自於70年代末和80年代初的義大利食人電影，如《人食人實錄》（1980年），而也因當中的戲中戲使本片命名為《食人煉獄》。本片由蘿蘭莎·伊柔、艾瑞爾·利维、亞倫·伯恩斯、柯碧·布莉絲·布蘭頓和達洛·薩巴拉主演。
電影原由開路影業發行於2014年9月5日，但因製作公司世界觀娛樂的財務困難問題而無限期延後。後來電影另外加上環球影業和High Top Releasing發行並排定於2015年9月25日在美國上映。

## 劇情
來自紐約的女大學生賈斯婷加入一個由亞歴杭卓領導的環保主義示威團體，而團體近期決定大老遠地前去亞馬遜雨林地帶，針對長期破壞當地原住民部落的領地來進行環保抗議的行動；團體決定靠手機直播方式來達到宣傳效果及引起社交媒體的注意。而賈斯婷的父親剛好身為聯合國律師，亞歴杭卓認為這可以引起更多反響。
到達南美後，眾人見到這項行動的贊助人，一位名叫卡洛斯的本地毒販，乘上他的一架小型飛機抵達秘魯。穿越亞馬遜雨林到達森林砍伐場地後，眾人將他們自己用鐵鏈和砍伐器具綁在一起、拿起手機開始抗議。雖然起到抗議效果，但負責安保的私人保全隊前來干涉，而賈斯婷險些被他們當眾殺害。團體最終被集體逮捕，但卡洛斯幫忙收買警察使眾人無罪釋放。當眾人回飛機返航時，途中開啤酒慶祝他們的抗議行動成功，只有賈斯婷一人無法接受亞歴杭卓對她見死不救。但這時，飛機引擎故障而墜機在雨林深處，幾名團體成員包括卡洛斯都死於墜機。
倖存的賈斯婷、亞歴杭卓和其女友卡拉等人開始靠他們的GPS手機來求救，但一群原住民戰士從樹叢裏現身殺死卡拉，靠麻醉鏢制伏其他人。賈斯婷等人被帶回原住民的部落後集體囚禁在一個竹籠裏，而他們同時也目睹部落年邁女長老，將他們中最壯的喬拿活生生肢解、砍頭後吃掉。因為被原住民守衛持續觀察而無路可逃，亞歴杭卓推斷這些原住民認為他們同屬於森林砍伐一夥，同時也坦白他安排的抗議其實只是為了讓另一個負責森林砍伐的公司得利，同時進而讓他自己獲利。但亞歴杭卓認為他們只要乖乖留守在這裡，等待下一個公司前來，讓保全隊屠殺這些原住民後便可以得救。隔天，原住民們將賈斯婷和另外兩名女成員薩曼莎和艾米帶出竹籠，長老靠一根尖銳物來一一確認，發現只有賈斯婷是處女後，便將賈斯婷弄昏帶進棚中準備實行部落盛行的切割儀式。
薩曼莎和艾米被關回去後，她們成功靠手機響來引走守衛，而薩曼莎直接逃出去到一艘小船上。又過一天，身上有塗過印記的賈斯婷被帶回竹籠裏，而所有原住民開始進食時，也將一部分分給賈斯婷等人。但艾米突然發現她進食的肉上有著薩曼莎的紋身，靠其他原住民玩弄一些紋身人皮後才得知她剛剛吃的東西是自己的朋友。艾米於一瞬間劃開自己的喉嚨後自殺身亡，而身上藏有毒品的拉爾斯將一些大麻塞進艾米的屍體中，借此讓原住民將她烤來吃掉的同時能讓他們“神志不清”一段時間。計畫成功後，賈斯婷和丹尼爾逃跑，但拉爾斯因為被亞歴杭卓陷害而落後，最後則逃晚而被原住民活活生吃。
賈斯婷和丹尼爾跑回墜機地點，從死去卡拉的口袋裏找到一部GPS手機，但他們倆很快就被原住民麻醉後抓回去。賈斯婷醒後發現原住民已經將她全身塗上白紅色印記，準備將她進行切割儀式；而丹尼爾則是被原住民戰士活活打斷全身，甚至全身被塗料來喂螞蟻。然而這時，第二家公司於附近實施砍伐工程，使所有原住民戰士為守護領地而全軍出動，而賈斯婷靠一個唯一對她產生同情的原住民小男孩的協助而鬆綁脫身，照丹尼爾指示而從他口袋裏得到手機。但丹尼爾懇求賈斯婷殺死他時，小男孩便靠有麻醉效果的白粉吹向丹尼爾後，代替無法下手的賈斯婷靠割喉殺死他。亞歴杭卓向她求救時，賈斯婷決定任由他留在竹籠裏等死，跑到叢林裏和小男孩分別時，將她母親生前遺留的項鏈哨送給他作為答謝。
兩名原住民雖然後來追趕賈斯婷，但她剛好通過一隻在河邊休息、沒有傷害她的黑豹而使他們放棄追趕。賈斯婷到達原住民和保全隊交戰地點後，發現大部分原住民戰士都集體陣亡後，她選擇拿出手機來假裝她正在錄影直播，才讓保全隊停止開火並將她送上直升機返航回國。賈斯婷回到紐約後選擇隱瞞她所目睹的種種殘酷景象，對父親和其他官員謊稱除她以外的其他人都死於墜機，而她是在原住民的收留照料下才得以倖存。她的證詞使得針對部落的砍伐工程被終止，而當賈斯婷回學校不久，則看到一個紀念亞歴杭卓的新示威團體。
事情過後，亞歴杭卓的妹妹露西亞突然聯絡賈斯婷，稱她找到一張在亞馬遜雨林裏拍到的衛星照片，而照片上則出現一個“看似”是亞歴杭卓的黑色原住民。

## 演員
- 蘿蘭莎·伊柔 飾 賈斯婷[8]
- 艾瑞爾·利维 飾 亞歴杭卓[8]
- 達洛·薩巴拉 飾 拉爾斯
- 柯碧·布莉絲·布蘭頓 飾 艾米[8]
- 史蓋·芙蕾拉 飾 凱西[8]
- 瑪格達·阿潘諾維茲 飾 薩曼莎[8]
- 尼可拉斯·馬丁內斯 飾 丹尼爾
- 亞倫·伯恩斯 飾 喬拿[8]
- 伊格內西亞·阿拉芒 飾 卡拉
- 理查·伯吉 飾 查爾斯
- 尤西比奧·阿里納斯 飾 史考特
- 馬蒂亞斯·洛佩斯 飾 卡洛斯
- 拉蒙·勞 飾 禿頭獵首人
- 安東涅塔·帕里 飾 部落長老

## 製作
2012年5月17日，導演艾利·羅斯在第65屆坎城影展上宣布，他正計劃執導恐怖驚悚片《食人煉獄》，且由世界觀娛樂資助和製作。而羅斯將和吉勒摩·阿莫埃多共同撰寫劇本。製作將於2012年秋季在秘魯和智利進行。艾利·羅斯在推广电影时不諱言说本片目的就是諷刺白左和社会正义战士的天真：“我想写一部关于现代行动主义的电影。我看到很多人想要关注和帮忙，但总来说我觉得人们不願付出生活不便的代價來實現這些價值觀。我看到很多人只是在社交媒体上作反应，这些社会正义战士只會整天講。‘这是错的，这是错的，这是错的。’而他们只是发推特和转推。他们实际上没做任何事，或者你看到有人涉足他们真的不是非常了解而又为之疯狂的事。我要拍一部像那样的人们的电影。”
2012年10月，宣布攝製將於11月開始在秘魯進行。10月25日，羅斯宣布他要全力投入這部即將到來的恐怖驚悚片。當時已知演員陣容包括蘿蘭莎·伊柔、艾瑞爾·利维、亞倫·伯恩斯、達洛·薩巴拉、柯碧·布莉絲·布蘭頓、史蓋·芙蕾拉和瑪格達·阿潘諾維茲。
電影的首張劇照於2013年2月11日釋出，羅斯曾在2013年2月接受採訪時說，他想讓它看起來像是韋納·荷索與泰倫斯·馬利克的電影。他還表示，他的靈感來自於義大利的食人族電影《人食人實錄》（1980年）和《殘酷食人族》（1981年）。

### 拍攝
主要攝影於2012年10月開始在紐約市進行，於2012年11月5日在秘魯和智利等地拍攝。

## 發行
2013年7月30日，宣布電影將於多倫多國際影展上首映。美國原定2014年9月5日由開路影業發行，但在預定上映前的一個月因與製作公司世界觀娛樂的財政困難的緣故而取消。《食人煉獄》還曾秘密在2014年4月25日的斯坦利電影節上放映。後來，本片由共同製作的Blumhouse Productions定於2015年9月25日在美國上映，主要為環球影業和High Top Releasing負責發行。

### 評價
電影獲得了兩極的評價。爛番茄持有38%的評級，平均得分4.8／10；該網站共識：「《食人煉獄》未必能讓編劇兼導演艾利·羅斯贏得更多的新粉絲，但他的天賦血腥場面對粉絲來說應該會是一個令人毛骨悚然的消遣」。Metacritic得分38，負評居多。

### 爭議
電影受到了國際維護土著權利組織的批評，主打著原住民和未接觸部落，作為強化殖民主義和新殖民主義的區分，以及用食人來描繪原住民的不文明感。

## 續集
2013年9月7日，證實將會推出的續集名為《Beyond the Green Inferno》和由尼可拉斯·羅佩斯執導。該片的發展後來因世界觀娛樂而擱置。

## 外部連結
- 互联网电影数据库（IMDb）上《The Green Inferno》的资料（英文）
- Box Office Mojo上《The Green Inferno》的資料（英文）
- 爛番茄上《The Green Inferno》的資料（英文）
- Metacritic上《The Green Inferno》的資料（英文）